# 南亨乡
南亨乡，是中华人民共和国江西省赣州市龙南市下辖的一个乡镇级行政单位。

## 行政区划
南亨乡下辖以下地区：
东村、圭湖村、石门村、西村、助水村和三星村。